# Antonio Jiménez Quílez
Antonio Jiménez Quílez o Quiles (Granada, 13 de juny de 1934) és un ciclista espanyol, ja retirat, que fou professional entre 1954 i 1963. Els majors èxits esportius els aconseguí a la Volta a Espanya. El 1955, amb tan sols 20 anys hi fou segon, mentre el 1958 aconseguí una victòria d'etapa. El 2017 es publicà el llibre biogràfic Jiménez Quiles. Memoria de un ciclista.

## Palmarès
- 1955
  - 1r al Gran Premi d'Andalusia
  - 1r a la Volta a Navarra
  - Vencedor d'una etapa del Gran Premi Ajuntament de Bilbao
  - Vencedor d'una etapa de la Volta a Llevant
- 1956
  - Vencedor d'una etapa de la Volta a Llevant
- 1957
  -  Campió d'Espanya de Muntanya
  - 1r a Madrid
  - Vencedor d'una etapa de l'Euskal Bizikleta
- 1958
  - Vencedor d'una etapa de la Volta a Espanya
- 1960
  -  Campió d'Espanya de Muntanya (Campionat Basco-navarrès de muntanya)
- 1961
  - Vencedor d'una etapa de la Volta a Portugal

### Resultats a la Volta a Espanya
- 1955. 2n de la classificació general
- 1956. 29è de la classificació general
- 1957. Abandona
- 1958. 25è de la classificació general. Vencedor d'una etapa
- 1959. 34è de la classificació general
- 1960. Fora de control (15a etapa)
- 1961. 22è de la classificació general
- 1962. 27è de la classificació general